# Delage Type E, F e G
Le Type E, Type F e Type G erano tre autovetture di fascia medio-bassa prodotte dal 1907 al 1910 dalla Casa automobilistica francese Delage.

## Profilo
Nel 1907 furono lanciate la Type E e la Type F, come eredi della Type A, la prima vettura prodotta dalla Delage. Erano costruite sfruttando un nuovo telaio, differente da quello della loro progenitrice.

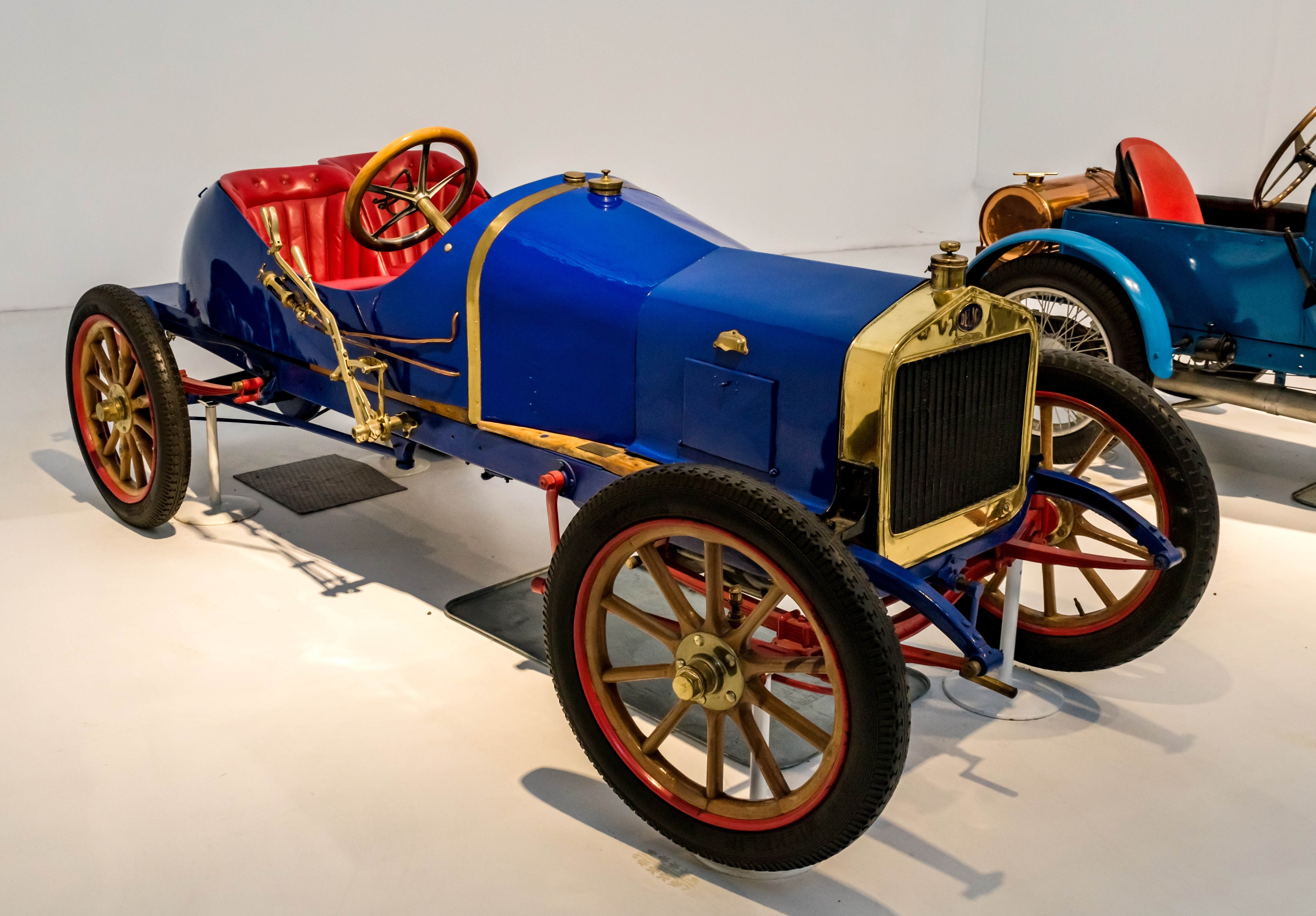
Delage Type F da corsa

La Type E e la Type F erano inizialmente equipaggiate da un monocilindrico De Dion-Bouton da 942 cm³ di cilindrata, in grado di erogare una potenza massima di 10,5 CV, una bella cifra per l'epoca. Della Type F, infatti, venne realizzata anche una versione da competizione.
Nel 1908, e solo per quell'anno, fu proposta anche la Type G, una vettura equipaggiata da un bicilindrico da 1206 cm³ di cilindrata, in grado di erogare 12.5 CV di potenza massima.
In quel periodo la gamma Delage era costituita dalle Type C e D nella fascia bassa, dalle Type E, F e G nella fascia medio-bassa e dalle Type H, J, L ed M nella fascia medio-alta. Le vetture lussuose per cui la Delage sarebbe divenuta famosa erano ancora di là da arrivare.
Nel 1910, ultimo anno di produzione delle Type E ed F, quest'ultima fu rivista nel motore e passò da 942 a 1021 cm³, per differenziarsi maggiormente dalla Type E.
Alla fine di quell'anno entrambe furono tolte di produzione.